# Zalatárnok
Zalatárnok è un comune dell'Ungheria di 793 abitanti (dati 2001). È situato nella contea di Zala.